# Национальная библиотека Таджикистана

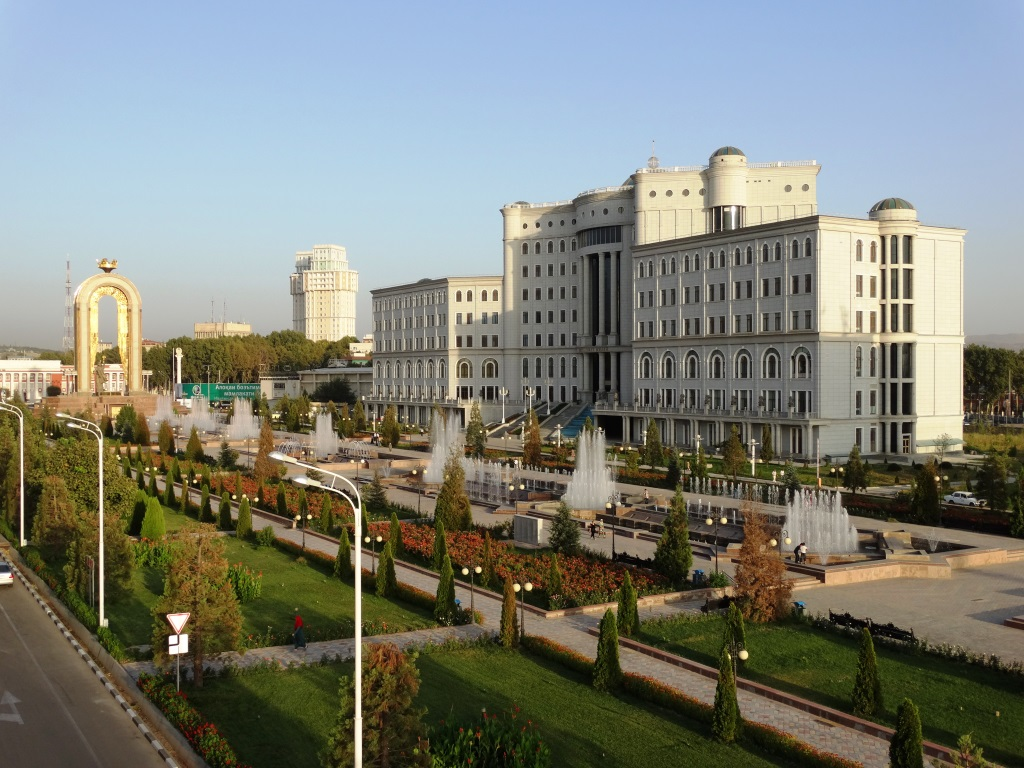
Национальная библиотека Таджикистана, г. Душанбе

Национальная библиотека Таджикистана (тадж. Китобхонаи миллии Тоҷикистон) — главное национальное книгохранилище Таджикистана, являющееся особо ценным объектом культурного наследия народов Республики Таджикистан. Находится на особом режиме охраны и использования. Национальная библиотека является государственным учреждением культуры, национальным хранилищем наследия науки и культуры, архивом национальной периодической печати, научно — исследовательским информационно — культурным центром республиканского значения, своими функциями соответствует основным требованиям ЮНЕСКО для библиотек данного вида.

## История библиотеки
Библиотека была основана в январе 1933 года на базе городской библиотеки, в г. Сталинабаде, столице Таджикской ССР.
- 1934 год — библиотека была названа именем классика таджикско-персидской литературы Абулкасима Фирдоуси;
- 1946 год — фонд библиотеки составлял более 1,5 млн экземпляров книг;
- 1954 год — Республиканская государственная библиотека им. А. Фирдоуси переехала в новое здание, которое было построено в традиционном таджикском стиле, в сочетании с элементами современной архитектуры. (Архитекторы С. Л. Анисимов; скульптор Е. А. Татаринова, инженер Е. Л. Барсукова). Читальные залы новой библиотеки могли одновременно принять и обслужить 400 читателей;
- 1993 год — переименование Республиканской государственной библиотеки им. А. Фирдоуси в Национальную библиотеку им. А. Фирдоуси;
- 1993 год — открытие при библиотеке Центра культуры Ирана, фонд которого в настоящее время имеет более 23 тыс. книг;
- 1999 год — членство библиотеки в Евроазиатскую библиотечную ассамблею БАЕ ;
- 2001 год — создание Национального центра межбиблиотечного абонемента СНГ;
- 2003 год — принятие парламентом Республики Таджикистан Закона «О библиотечной деятельности», где были определены функции Национальной библиотеки Таджикистана;
- 2005 год — утверждение Правительством Республики Таджикистан «Программы развития Национальной библиотеки Таджикистана на 2006-2015гг» ;
- 2010 год — в фонде Национальной библиотеки хранилось более 3 млн.30 тысяч экземпляров книг и других изданий, в том числе уникальные рукописи (более 2200 наименований) известных учёных и литераторов средневековья: Рудаки, Фирдоуси, Ибн Сины, Саади и др.
- 2012 год — введение в эксплуатацию нового здания Национальной библиотеки Таджикистана.
- 2012 — 2013 годы — открытие при библиотеке Центров культуры США, КНР и Германии.

## Новое здание Национальной библиотеки

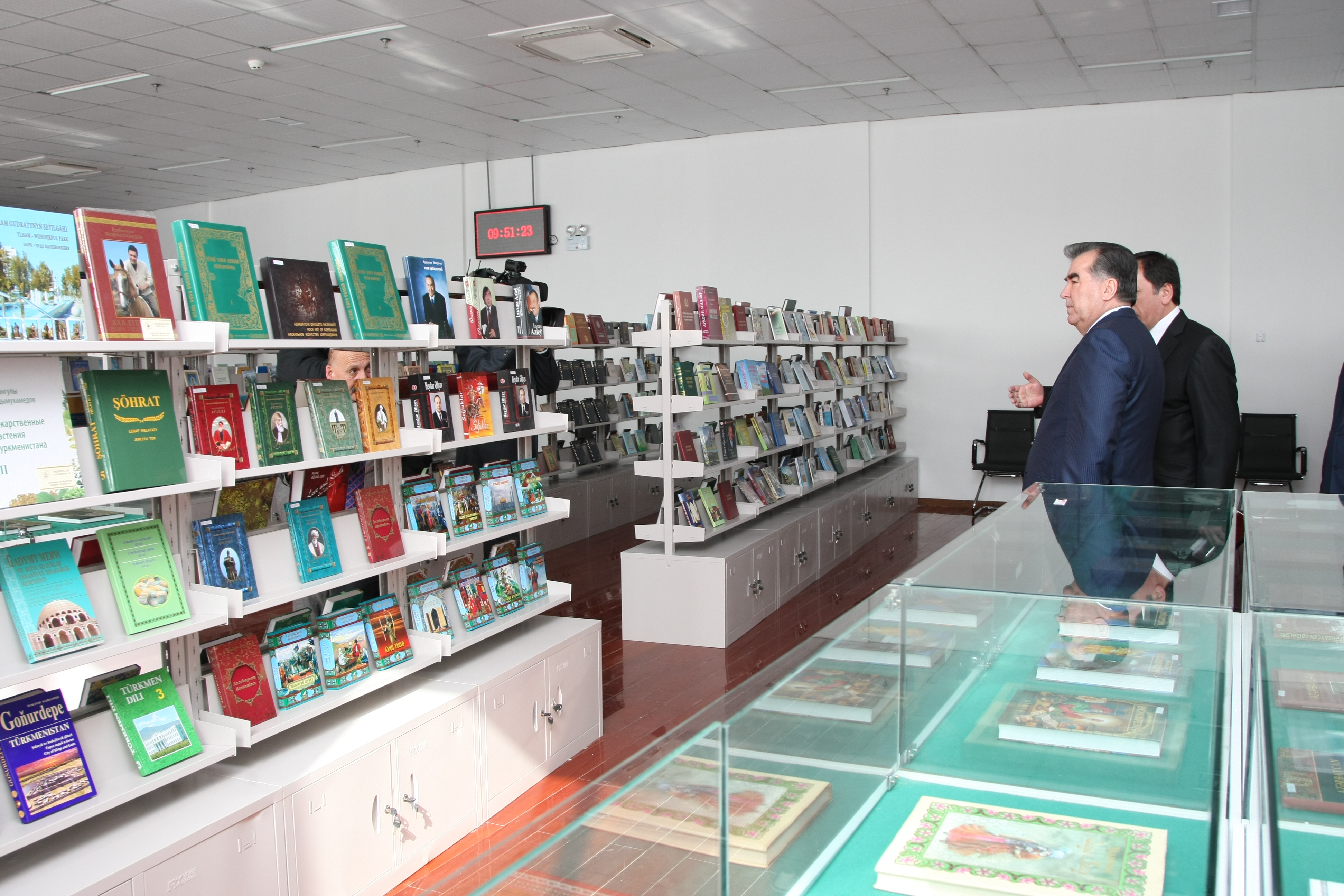
Посещение библиотеки со стороны Президента Таджикистана Э. Рахмона

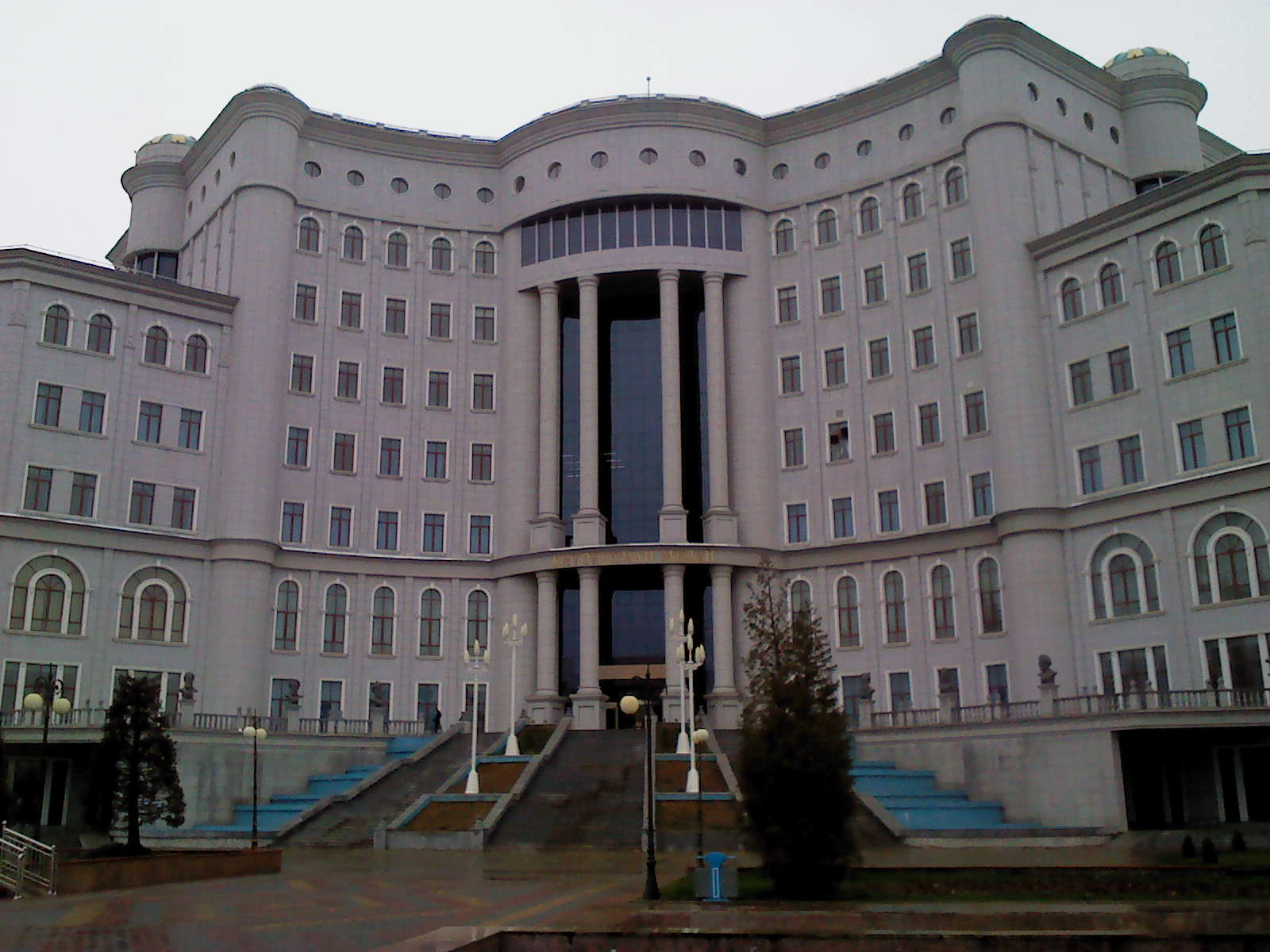
Здание Национальной библиотеки, г. Душанбе

Новое здание Национальной библиотеки Таджикистана было открыто 20 марта 2012 года в г. Душанбе с участием Президента Таджикистана Эмомали Рахмона. Новое девятиэтажное здание построено в виде раскрытой книги и отвечает современным международным стандартам (длина здания 167 м, высота 52 м, общая площадь 45 тыс. м²). По своим размерам она является самой крупной библиотекой в странах Средней Азии. Возле центрального фасада здания расположены 22 бюста известных героев истории края, деятелей науки и литературы таджикского народа.
Библиотека располагает 25 читальными залами, которые имеют 274 автоматизированные рабочие места для читателей, 3 выставочных зала: для показа древних рукописей и редких книг; галереи для выставки книг по отраслям науки и знаний; выставочный зал новых поступлений литературы; Для проведения массовых мероприятий, конференций и симпозиумов библиотека располагает 9 помещениями (на 1100 посадочных мест). Библиотека оснащена современной техникой, которая позволяет читателям применять новейшие информационно-коммуникационные технологии. Библиотека выступила одним из инициаторов внедрения информационных технологий в области обслуживания читателей. Был создан электронный каталог, электронная библиотека, обеспечен доступ к библиотечным ресурсам, реализованы другие инновационные проекты, поднявшие обслуживание на качественно новый уровень. Микроклимат здания позволяет читателям в жаркие летние дни чувствовать себя комфортно

## Структура библиотеки
- отдел обслуживания читателей;
- отдел книгохранения;
- отдел организации каталогов;
- отдел восточных рукописей и редких книг;
- центр юридической информации;
- отдел периодических изданий;
- отдел депозитарного хранения;
- отдел технической литературы и естественных наук;
- отдел библиографического обслуживания;
- отдел национальной библиографии;
- отдел культуры и искусства;
- отдел хранения научной литературы;
- центр «Таджиковедение»;
- отдел редактирования и издания литературы;
- центр повышения квалификации;
- отдел обработки литературы;
- отдел науки и научно-исследовательской работы;
- отдел маркетинга и менеджмента библиотечной деятельности;

## Библиотечный фонд
Накануне открытия нового здания Национальной библиотеки Таджикистана по призыву общественности в республике был организован сбор книг, в котором приняли активное участие государственные и общественные организации и население. В результате было собрано более 3 млн книг и других печатных изданий. В настоящее время библиотечный фонд насчитывает более 6 млн экземпляров книг, газет, журналов и др. печатные издания, аудиовизуальные и электронные материалы.

## Библиотека на страницах периодических изданий, в Интернет-ресурсах
- Э. РАХМОН ОТКРЫЛ НАЦИОНАЛЬНУЮ БИБЛИОТЕКУ ТАДЖИКИСТАНА, ХОВАР
- Национальная библиотека в новом времени Пресса tj
- Национальная библиотека Таджикистана
- Национальная библиотека им А Фирдоуси
- В Национальной библиотеке Таджикистана состоится презентация новых книг, Авеста
- ХРАНИЛИЩЕ ПАМЯТИ… Народная газета.